# 岩井堂洞窟
岩井堂洞窟（いわいどうどうくつ）または岩井堂岩陰遺跡（いわいどういわかげいせき）は、秋田県湯沢市上院内字岩井堂ほかに所在する縄文時代の岩陰遺跡である。国の史跡に指定されている。

## 立地
岩井堂洞窟は、秋田県と山形県の県境、雄勝峠に向かう深く山間に入り込んだ沢地にあり、雄物川の最上流に合流する雄勝川右岸に立地している。標高は約190mで、遺跡は山尾根の裾部にあらわれた全長約80mの凝灰岩露頭にできた大小4箇所の洞窟（第1洞窟 - 第4洞窟）から成り立っており、高さ2m-8mの岩壁に向かって左から第1、第2、第4、第3の順にならぶ。いずれも縄文時代には住まいとして利用され、各洞窟内および前庭部には遺物包含層が形成されている。

## 調査の概要
1900年（明治33年）ころ、すでに第2洞窟から土器や石器の出土が知られていたが、遺跡として注目されたのは山下孫継ら地元の考古研究者が精力的な調査を行った1962年（昭和37年）のことで、その後1963年（昭和38年）から1970年（昭和45年）まで8次にわたって雄勝町教育委員会、1976年（昭和51年）には秋田県教育委員会が発掘調査を実施している。
第1洞窟は、稲荷社を祀るに際して削平と土盛りがなされており、土師器、縄文時代後期および晩期（大洞'A期）の遺物が少量出土するのみである。洞窟の規模も小さく、前庭部も狭いので、もともと利用の頻度は低かったと考えられている。
第2洞窟は、深さ約1.2mにわたって7層の遺物堆積層があり、最下層である第7層からは縄文時代早期末の尖底土器の一群、第5層から前期に属する大木1式-5式の各様式、また、第3-第1層からは、後期中葉および晩期の縄文土器、続縄文土器、弥生土器、土師器が層位的に出土している。
第3洞窟は、洞窟内部は浅いが、前庭部には厚い遺物堆積層があり、深さ約3mまで発掘調査がなされている。第3層までに土師器から弥生土器、縄文時代晩期土器を経て後期までの遺物の存在が確認されているが、第4層（落盤層）は遺物はないものの、後述の第4洞窟の堆積層検出状況を考慮すると、縄文前期以前の文化層はさらに下層に埋蔵されているものと推定される。

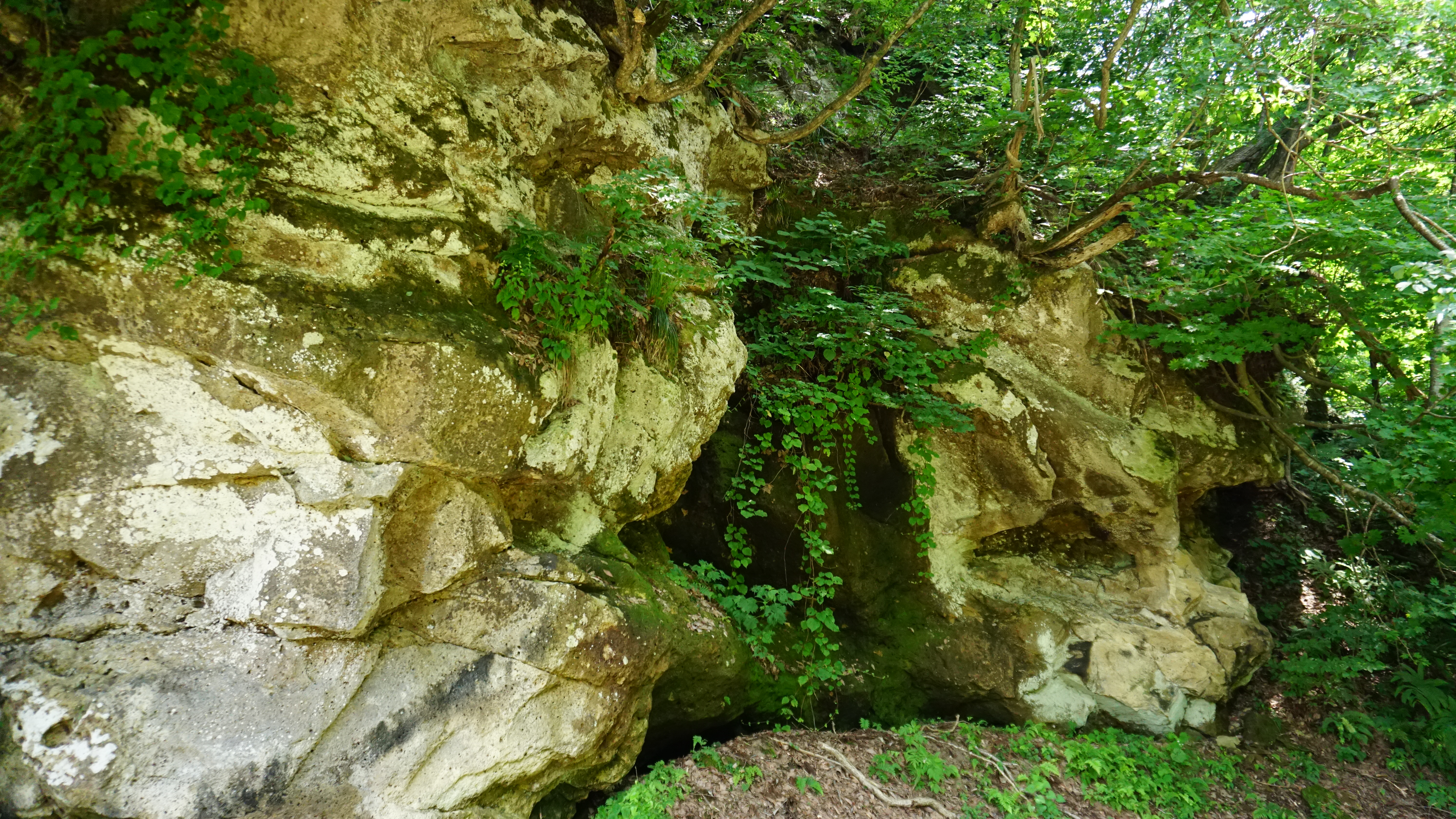
岩井堂洞窟 第4洞窟

第4洞窟は岩井堂洞窟の中で最も保存状態にすぐれており、遺物出土量も最も多い。洞窟の奥行は浅いが、間口は約4m、前庭部は少なくとも前方約20mにわたって平坦面が続いている。1976年までの調査では、表土から岩盤まで14層を確認しており、その深さは約8mに達する。遺物包含層はそのうち、第1、第3、第5、第7、第9、第11、第13の各層で、遺物は層位的に出土している。第1層は土師器、弥生式土器、縄文時代晩期の土器、第3層は縄文後期の土器、第5層は縄文前期の土器、第7層以下は縄文時代早期に属している。早期の堆積層が4層あり、上層から、表裏に縄文が施されるもの、貝殻文、貝殻腹縁文、押型文が施されるものがまとまって出土したことは早期の土器の編年研究において重要な意味をもつこととなった。特に第11、第13層からまとまって出土した押型文土器は、調査段階では従来の東北地方ではほとんど不明だったものであり、学術上きわめて重要な考古資料となった。石器は石鏃、局部磨製石斧、石篦、凹石、石匙、礫器などが多数出土している。なお、第7層からは炉跡と考えられる焼土遺構を検出している。
以上より、縄文時代中期を除き、かなり長期間にわたって住居として利用され続けた岩陰遺跡であることが理解できる。
住まいとして利用されたことがジオラマとして復元され、院内銀山異人館に展示されている。

## 文化財指定
- 種類：史跡（国指定）
- 指定日：1978年（昭和53年）9月18日
- 指定面積：4,342.96m2

## アクセス
- 東日本旅客鉄道 奥羽本線 院内駅から徒歩25分
- 国道13号・国道108号交点、および秋田県道278号雄勝湯沢線（起点）からすぐ